# Юнъань
Юнъа́нь (кит. упр. 永安, пиньинь Yǒng'ān) — городской уезд городского округа Саньмин провинции Фуцзянь (КНР).

## История
Во времена империи Мин в 1452 году на стыке уездов Шасянь и Юси был создан уезд Юнъань (永安县).
Во время второй японо-китайской войны в Юнъане с апреля 1938 года по сентябрь 1945 года размещалось правительство провинции Фуцзянь.
После вхождения этих мест в состав КНР был образован Специальный район Юнъань (永安专区), и уезд вошёл в его состав. В марте 1956 года Специальный район Юнъань был расформирован, и уезд перешёл в состав Специального района Лунъянь (龙岩专区). В 1960 году городской уезд Саньмин перешёл в прямое подчинение властям провинции Фуцзянь, а в 1962 году уезд Юнъань перешёл в подчинение властям Саньмина.
В мае 1963 года был образован Специальный район Саньмин (三明专区), и уезд вошёл в его состав. В декабре 1970 года Специальный район Саньмин был переименован в Округ Саньмин (三明地区).
Постановлением Госсовета КНР от апреля 1983 года округ Саньмин был преобразован в городской округ. 
Постановлением Госсовета КНР от 12 сентября 1984 года уезд Юнъань был преобразован в городской уезд.

## Административное деление
Городской уезд делится на 4 уличных комитета, 7 посёлков, 3 волости и 1 национальную волость.